# Leptotyphlops distanti
Leptotyphlops distanti – endemiczny gatunek węża z rodziny węży nitkowatych (Leptotyphlopidae).
Gatunek ten osiąga długość od 13 cm do 20 cm. Najdłuższy zmierzony osobnik miał długość 22 cm. Ciało w kolorze szaro-czarnym.
Teren jego występowania ograniczony jest do Wyżyny Weldów w Afryce Południowej, na terytorium północno-wschodniej RPA, Eswatini i południowego Mozambiku, na południowy wschód od kotliny Kalahari.